# Šilovo
Šilovo (in russo Шилово?) è un insediamento di tipo urbano della Russia europea centrale, situato nell'oblast' di Rjazan'; è il centro amministrativo del distretto Šilovskij.
Si trova nel bassopiano della Oka e del Don sulla riva destra del fiume Oka, 80 km a sud-est di Rjazan'.